# St. Maria de Rosario (Dimbach)

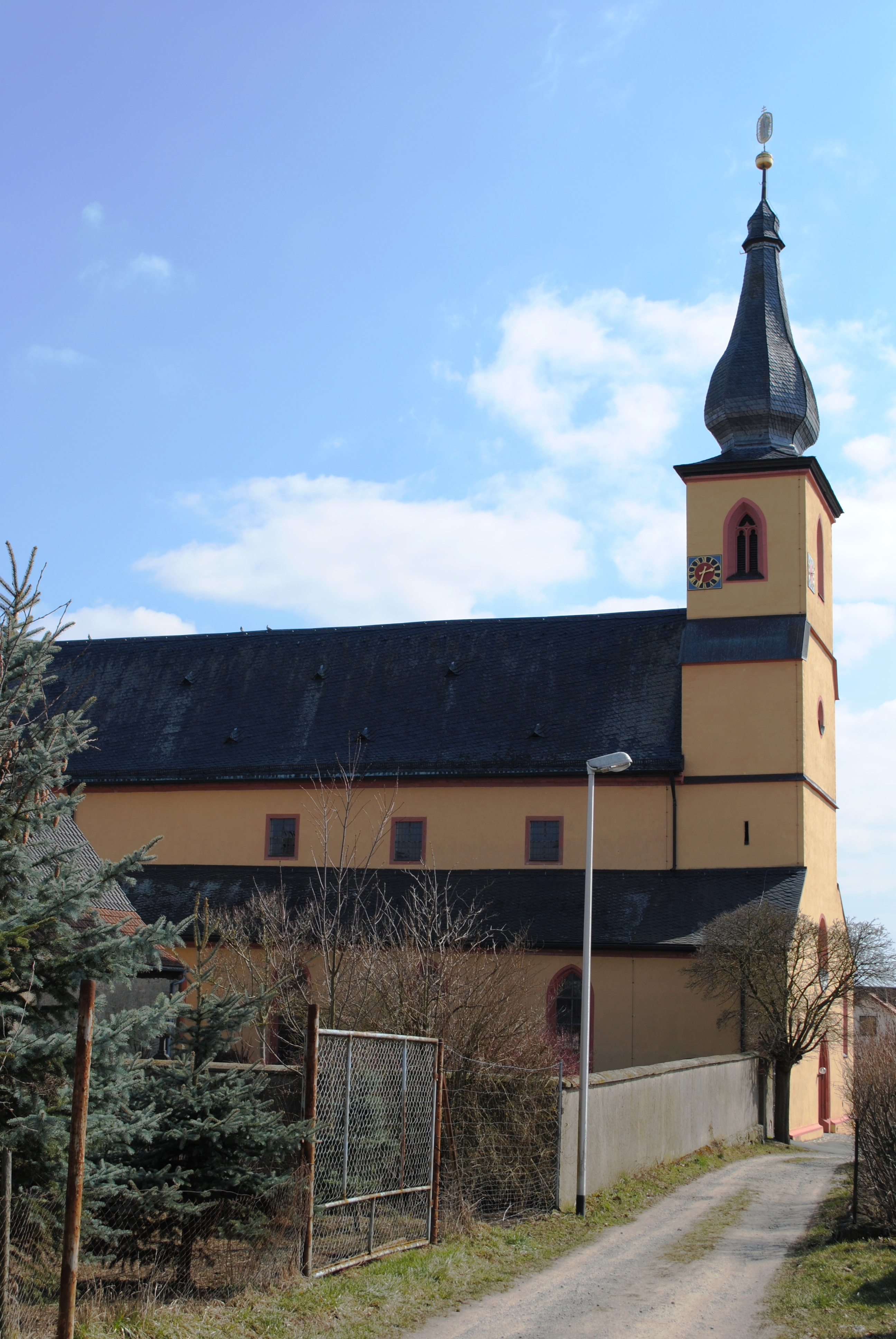
Die Kirche in Dimbach

Die Kirche St. Maria de Rosario (dt. Maria im Rosenkranz) im Volkacher Ortsteil Dimbach ist eine der Pfarrei Reupelsdorf zugeordnete römisch-katholische Wallfahrtskirche.

## Geschichte
Die Kirche in Dimbach hat eine wechselvolle Geschichte. Obwohl das Dorf niemals Sitz einer eigenen Pfarrei war, prägte vor allem die einsetzende Wallfahrt im 17. und 18. Jahrhundert und die Rosenkranzbruderschaft Kirche und Gemeinde nachhaltig.

### Errichtung und Propstei (bis 14. Jahrhundert)
Ein erstes Kirchengebäude aus dem 11. Jahrhundert wurde durch Grabungen belegt. Es handelte sich um eine kleine Kapelle, der in späterer Zeit ein Chorturm angefügt wurde. In den Quellen wird eine Gemeinde in Dimbach erstmals im Jahr 1113 fassbar. Damals war die Kirche eine Filiale von Gerlachshausen. In der zweiten Hälfte des 13. Jahrhunderts begann man mit dem Bau der heutigen Kirche am jetzigen Standort. Dies belegen spätromanische Reste im Inneren des Gotteshauses.
Nachdem Ort und Gemeinde im 12. und 13. Jahrhundert oft die Dorfherren gewechselt hatten, erhielt im Jahr 1306 Abt Sifrid von Münsterschwarzach die Vogteirechte über Dimbach. Das Kloster behielt dieses Recht bis zur Säkularisation im Jahr 1803. Im Jahr 1325 wurde wieder am Kirchengebäude gearbeitet. Fürstbischof Wolfram Wolfskeel von Grumbach beauftragte den gotischen Ausbau der bisher romanischen Kapelle, die der heiligen Maria geweiht war.
Kurze Zeit später, im Jahr 1334, richtete das Kloster Schwarzach im Ort eine Propstei ein, die mit drei Mönchen besetzt war und vielen Äbten des Klosters als Alterssitz diente. Daneben wurden immer wieder unliebsame Mönche nach Dimbach abgeschoben. Im gleichen Jahr fand auch die Weihe des Westturms und der Seitenschiffe statt.

### Der Beginn der Wallfahrt (bis 17. Jahrhundert)
Der Markgräflerkrieg in der Mitte des 15. Jahrhunderts vernichtete das Dorf Dimbach und ließ die Propstei veröden. Das Gotteshaus wurde in der Folgezeit kaum benutzt. Diese Umstände führten im Jahr 1491 zur Auflösung der Propstei; nun übernahm das Kloster Schwarzach die Verwaltung im Ort. Der Niedergang von Dorf und Kirche endeten erst mit dem Jahr 1593. Abt Johannes Burckhardt begann eine umfassende Renovierung des Kirchengebäudes, die 1611/1612 beendet war. Die Erneuerung des Turmhelms schloss sich im Jahr 1617 an. Bischof Julius Echter von Mespelbrunn wandelte Dimbach wieder in eine Filiale von Gerlachshausen um.
Das 17. Jahrhundert brachte für die Kirche in Dimbach die Gründung einer Rosenkranzbruderschaft im Jahr 1630. Diese berief sich auf Überlieferungen einer Wallfahrt in früheren Jahrhunderten und förderte das Pilgern in den Ort. Die Bruderschaft musste sich nach den Wirren des Dreißigjährigen Krieges im Jahr 1661 fast komplett neu gründen. Im Jahr 1653 entsandte das Kloster einen ständigen Kuratus nach Dimbach. Ab dem Jahr 1667 setzte ein Anwachsen der Wallfahrt ein. Sie steigerte sich bis ins 19. Jahrhundert, blieb aber immer auf umliegende Klostergemeinden beschränkt.
Im Jahr 1685 wurde in der Kirche erstmals ein Taufstein geweiht, Grundlage für eine selbständige Pfarrei. Die Aufnahme in den zur gleichen Zeit erschienen Schematismus des Bistums Würzburg spricht ebenfalls für die angestrebte Aufwertung als selbständige Pfarrei. Am Ende des 17. Jahrhunderts wurde die Ausstattung der Kirche umfassend erneuert, die gegenwärtig kaum mehr erhalten ist. Hierzu zählte eine Rosenkranzmadonna, die ähnlich der Maria im Weingarten freischwebend im Raum hing.

### Die barocke Dorfkirche (bis heute)
Im 18. Jahrhundert wurde das Kirchengebäude barock erneuert. Im Jahr 1747 brachte man in den Fenstergewänden ornamentale Malerei an. Zehn Jahre später ließ Abt Dominikus Otto von Bamberg die Flachdecke einziehen und die Obergadenfenster auf das heutige Maß verkleinern. Die meisten Ausstattungsgegenstände stammen aus dieser Zeit. Im Jahr 1767 war die barocke Neugestaltung abgeschlossen. Ab 1790 begann das Ende der kurzen Blüte der Wallfahrt nach Dimbach; die Aufklärung trug hierzu bei.
Die Auflösung des Klosters Schwarzach durch die Säkularisation im Jahr 1803 betraf auch die Kuratie in Dimbach. Im Jahr 1817 nahm man noch kleinere Ausbesserungen des Turmes vor, bevor ein Jahr später Dimbach Filiale der Pfarrei Stadtschwarzach wurde. Der Versuch im späten 19. Jahrhundert, eine kleine Kaplanei zu errichten oder fortan als Reupelsdorfer Filiale zu gelten, scheiterte.
In den 1920er und 1930er Jahren besserte man das Kirchengebäude notdürftig aus. Nach dem Zweiten Weltkrieg und der Neugründung des Klosters Münsterschwarzach kam Dimbach im Jahr 1962 wieder zu seiner alten Pfarrei. In den Jahren 1972–1980 renovierte man das Gotteshaus umfassend. Heute ist Dimbach Filiale der Pfarrei Reupelsdorf. Das Kirchengebäude wird vom Landesamt für Denkmalpflege unter der Nummer D-6-75-174-176 als Baudenkmal verzeichnet. Reste von Vorgängerbauten im Boden haben die Nummer D-6-6127-0085. Die Kirche steht am Fränkischen Marienweg.

## Architektur

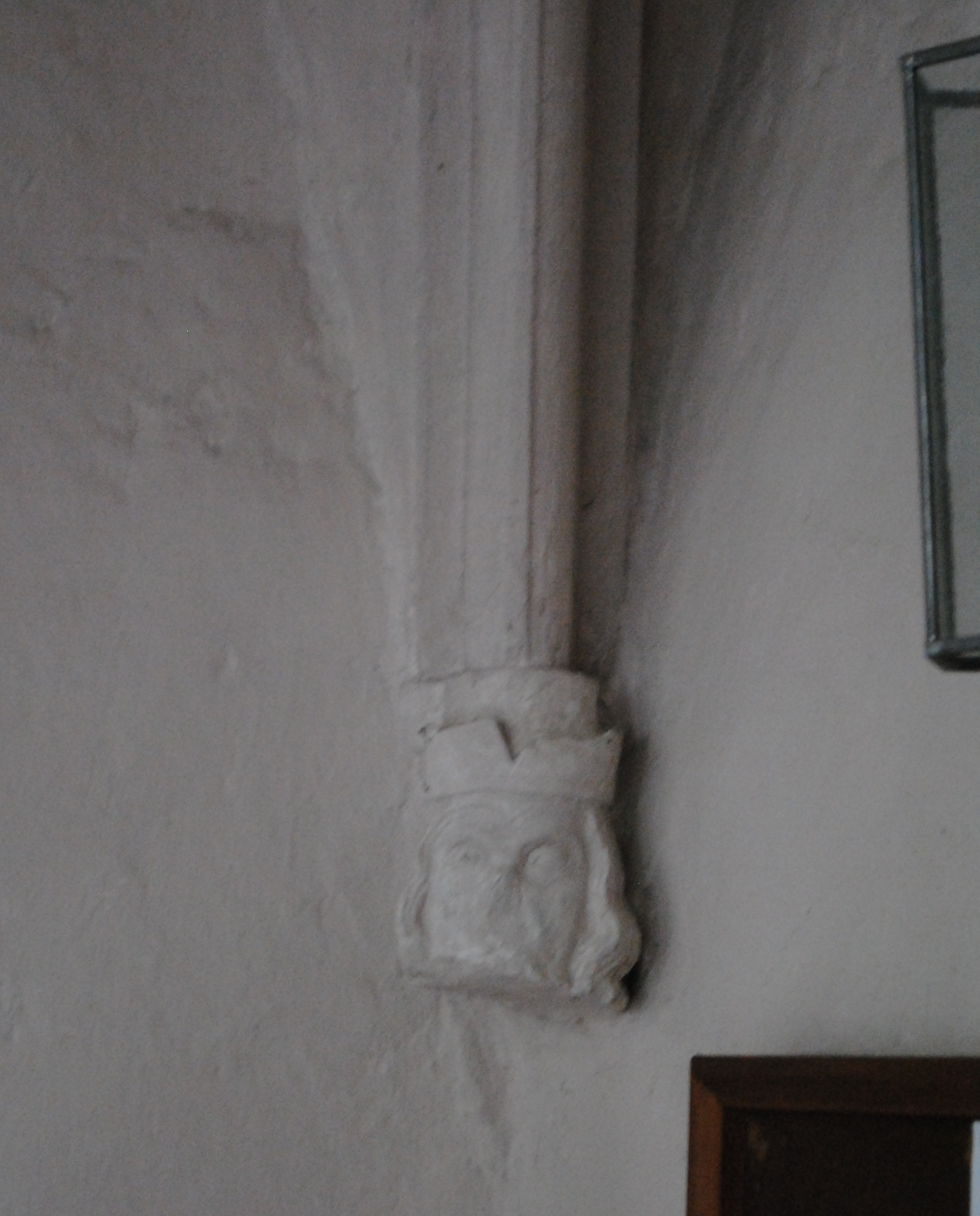
Eine figürliche Konsole in der Turmhalle

Die Kirche St. Maria de Rosario präsentiert sich als dreischiffige Basilika mit vier Jochen. Sie ist geostet und besitzt einen Westturm. Sie zitiert, vor allem in Turm und Chor, die Formen der Gotik. Das lange Dach beginnt im Westen als Satteldach und läuft im Chor als Walmdach aus.

### Chor
Der Chor der Kirche entstand zu Beginn des 14. Jahrhunderts und ist damit das jüngste Bauteil der heutigen Kirche. Ein von zwei Jochen gebildeter Fünfachtelschluss schließt ihn nach Osten ab. Am ersten Chorjoch enthalten auf beiden Seiten quadratische Anbauten eine Kapelle und die Sakristei. Gegliedert wird der Chor äußerlich durch sechs kaum verzierte Strebepfeiler. Vier zweibahnige Lanzettfenster weisen Drei- und Vierpass-Maßwerk auf. Lediglich das Chorhauptfenster unterscheidet sich davon. Es ist dreibahnig und besitzt asymmetrisches Passmaßwerk.
Im Inneren ist der Chor mit Kreuzrippengewölbe ausgestattet. Tiefe Strebepfeiler ragen weit in den Chor hinein. Die Gewölbeschlusssteine tragen von Osten nach Westen Rankwerk, eine Taube und eine Rose. Die Türe der Sakristei hat Spitzbogengewände.

### Turm
Mit dem Turmbau im Westen der Kirche wurde um das Jahr 1300 begonnen. Fertiggestellt wurde der Kirchturm im Jahr 1334. Er besitzt vier Geschosse und wurde querrechteckig vor das Mittelschiff gesetzt. In den ersten drei Geschossen enthält er zwei Nebenräume, von der nördliche lange Zeit als Totenkammer benutzt wurde und nur über den Friedhof zu erreichen war. Nach außen sind die Nebenräume von einem einfachen Pultdach abgeschlossen. Ein zentrales gekehltes gotisches Portal bildet im unteren Geschoss den Haupteingang der Kirche. Darüber befindet sich ein schlichtes Rundfenster.
Ein weiteres Rundfenster im vorletzten Geschoss weist Dreipassmaßwerk auf. Darüber ist die Glockenstube mit vier Bogenfenstern mit Fischblasenmaßwerk untergebracht. Im Norden, Süden und Westen dieses Geschosses befinden sich Uhren. Der birnenförmige Helm wird vom Turmknauf und Maria im Strahlenkranz als Windrichtungsgeber abgeschlossen.
Die sogenannte Turmhalle ist durch einen Spitzbogen vom Langhaus getrennt. Ein Kreuzgewölbe mit Birnstabprofil spannt sich darüber. Alle Konsolen der Westwand sind figürlich gestaltet: im Süden ein Mann mit Mütze, nördlich eine Figur im Kapuzengewand mit übereinandergeschlagenen Beinen und einem Beutel am Gürtel. Sie trägt ein Schwert in der rechten Hand, die linke scheint die Gewölberippen zu tragen.

### Langhaus und Seitenschiffe
In der Mitte des 13. Jahrhunderts gestaltete man den Vorgängerbau in das heutige Langhaus um. Die gekehlten Spitzbogenfenster gliedern außen die Seitenschiffe. Portale auf beiden Seiten haben einfache Gewände. Auf der Südseite kündet eine Inschrift im Gewände von einer Renovierung: „D·A·M·S 1·7·6·7“. Die Obergadenfenster, ursprünglich ebenfalls mit Spitzbögen versehen, sind heute einfache Rechtecke.
Im Inneren trennen achteckige Pfeiler mit gekehlten Basen die Seitenschiffe vom Langhaus. Ihre Kapitelle tragen die Spitzbogenarkaden des Langhauses. Die Seitenschiffe haben rundbogige Gurtbögen. Die Baukunst des Langhauses wird im Dachstuhl der Kirche fortgesetzt. Sprengwerkartige Sparrenbinder bilden das Rückgrat des heutigen Gotteshauses.

## Ausstattung

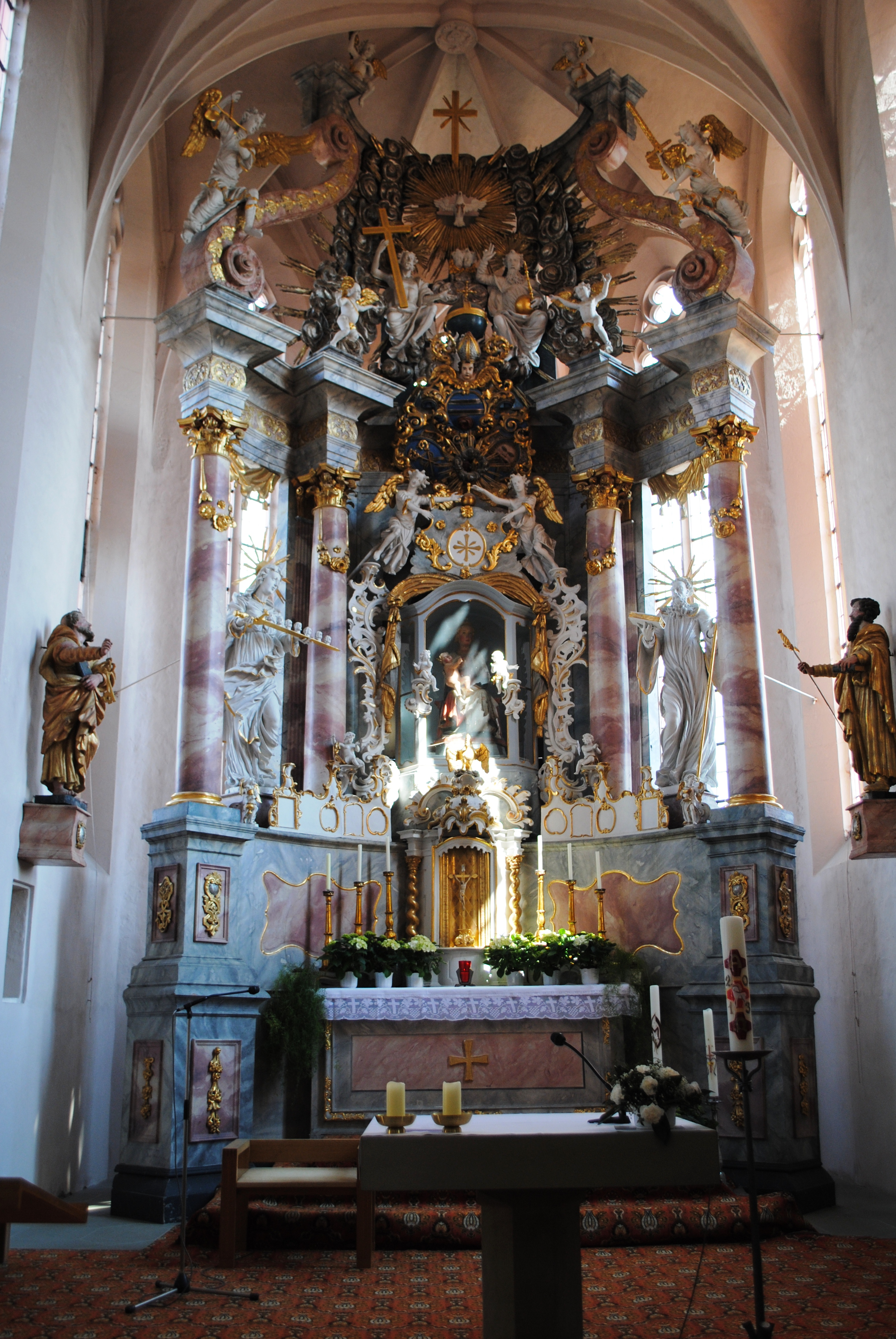
Der Hochaltar mit der Gnadenmadonna

Die Innenausstattung der Kirche ist von der barocken Umgestaltung im 18. Jahrhundert geprägt. Ältere Stücke sind ein Kreuzigungsrelief aus dem 11. Jahrhundert und die Gnadenmadonna im Hochaltar.

### Hochaltar und Gnadenmadonna
Der Hochaltar in den Formen des Spätbarocks, der den Chor der Kirche ausfüllt, wurde im Jahr 1719 im Zuge der barocken Erneuerung der Kirche fertiggestellt. Ein viersäuliger Aufbau bildet das Grundgerüst für das Altarretabel. Die Säulen sind rund und verjüngen sich nach oben hin leicht. Das Säulenkapitell ist schlicht gehalten mit wenigen Ornamenten. Zwischen den Säulen befinden sich die lebensgroßen Figuren der Klosterpatrone der Abtei Münsterschwarzach, links die heilige Felicitas, rechts der heilige Benedikt.
Ein wuchtiges, zentral von einem Wappen des Abtes Januarius Schwab unterbrochenes Gesims leitet zum Altarauszug über. In die Amtszeit Schwabs fiel die Errichtung des Altars. Den eigentlichen Aufbau bildet eine Figurengruppe der Heiligsten Dreifaltigkeit in einer Wolkengloriole, von Putten umgeben. Ein Baldachin mit Glockenblumenornament, gestützt von zwei Voluten, umgibt die Szene. Darauf befinden sich zwei Engelsfiguren mit den Attributen der Justitia. Ein Kreuz bekrönt den Altar.
Den Mittelpunkt des Altars bildet die Gnadenmadonna. Sie wird dort seit dem Jahr 1724 anstelle eines Altarbildes aufbewahrt. Seit 1767 befindet sie sich in einem mit Muschelwerk eingerahmten Glasschrein, den mehrere Putten zieren und zwei Engel bekrönen. An seinen Seiten befinden sich marmorierte Paneele, um die Basen der inneren Säulen zu verdecken. Der Tabernakel davor ist von gewirrlten Säulen umgeben und wird von einem goldenen Adler beherrscht.
Die Gnadenmadonna im Mittelpunkt des Hochaltars war das Ziel der Pilger. Ihre Verehrung begann erst in den zwanziger Jahren des 18. Jahrhunderts. Sie wurde im Jahr 1398 geschaffen, belegt durch eine Inschrift im Sockel: „anno. dm. m. ccc. Ixxxxviii. iar. wart. ich. bereit“. Da auch die Rückseite der Figur farblich gestaltet ist, kann man davon ausgehen. dass sie zunächst als Prozessionsmadonna verwendet wurde.
Im 15. Jahrhundert wurde eine zweite Farbschicht, die wieder sichtbar ist, auf die Figur aufgetragen. In nachmittelalterlicher Zeit wurde sie erneut zweimal übermalt. Gesichter und Haare wurden danach noch mit einer fünften Farbschicht versehen. Mit dem Jahr 1611 begann die Bekleidung des Gnadenbilds. Dabei musste das Jesuskind vom rechten Knie auf den rechten Arm Marias versetzt werden. Die Bekleidung wurde bis ins Jahr 1974 fortgesetzt, bevor man die Muttergottesfigur in den Jahren 1975/1976 restaurierte. Zuvor, im Jahr 1724, war die Gnadenmadonna in den Mittelpunkt des Hochaltars versetzt worden.
Die Madonna ist 119 cm groß. Sie ruht auf einem Sockel, der die genannte Inschrift trägt. Das Jesuskind auf ihrem rechten Arm ist blondgelockt und unbekleidet. Maria trägt einen weißen Umhang mit braunem Rand, der mit roten Nelken besetzt ist. Ein rotes Kleid bildet das Untergewand. Maria blickt nach links, unter der Reifkrone fallen die blonden Haare herab. Die linke Hand der Madonna trug ursprünglich wohl einen Apfel als Symbol der Liebe und ist heute leer.
Neben der eigentlichen Figur haben sich auch Bekleidungen und Schmuckstücke der Madonna erhalten. Sie stammen alle aus dem 18. Jahrhundert. Eine goldene Marienkrone weist Johann Friedrich Bräuer aus Augsburg als Schmied aus, der das Schmuckstück im Jahr 1719 schuf. Die Jesuskrone stammt laut Inschrift von „P. F. Kitzingen 1736“. Ein Zepter, das Maria in die linke Hand gegeben wurde, kam 1745 in die Kirche.

### Seitenaltäre
Zwei der vier Seitenaltäre stehen an den Seiten des Chores und ragen über den Chorbogen hinaus. Sie werden auch Chorseitenaltäre genannt. Beide entstanden etwa zur gleichen Zeit und gehen auf Stiftungen des Ignatius Brendan, eines Theologieprofessors aus Münsterschwarzach zurück. Dies erklärt auch den ähnlichen Aufbau beider Altäre. Statt Säulen gliedern sie lediglich Voluten. Das Gebälk beider Altäre ist profiliert. Ein von zwei Vasen und einem Kreuz überragtes Relief ersetzt das Auszugsbild bei beiden.
Rechts ist der Höllensturz das Altarbild. Das Auge der Vorsehung überragt den heiligen Erzengel Michael. Der Altar wird deshalb auch Michaelsaltar genannt. Er entstand im Jahr 1733. Zwei Engel umrahmen, auf den Voluten des Retabels sitzend, die Szene. Unterhalb des Bildes wurde später ein Antependium in den Formen des Rokoko angebracht. Es zeigt einen Schutzengel, der die Verirrten leitet. Im Auszug ist die Krönung Mariens zu erkennen.
Der sogenannte Annenaltar auf der linken Seite des Chores wurde einige Jahre später geschaffen und im Jahr 1749 dort aufgestellt. Der Auszug zeigt die Anbetung des Kindes. Gedrängt umstehen die Beter die Muttergottes, die von einer Wolkengloriole umgeben ist. Putten mit Füllhörnern rahmen die Szene ein. Das Retabel ist wesentlich düsterer gehalten und zeigt Die heilige Anna, Maria lehrend. Es ist von höherer künstlerischer Qualität als der gegenüberliegende Höllensturz. Zwei Männerfiguren rahmen das Altarbild ein. Im Antependium, von reichem Stuck umgeben, ist wohl die Heimsuchung zu erkennen.
Zwei weitere Altäre in den Seitenschiffen wurden wohl im Jahr 1694 für die Abteikirche in Münsterschwarzach geschaffen. Ein Wappen zwischen Altarblatt und Auszug ist dem Abt Augustin Voit zuzuordnen, der die Altäre in Auftrag gab. Mit dem barocken Neubau der Münsterschwarzacher Kirche durch Balthasar Neumann wurden diese Altäre dort überflüssig und man brachte sie im Jahr 1744 nach Dimbach.
Die Umrahmung der beiden Altäre verzichtet vollständig auf Säulen oder Voluten. Ein profiliertes und geohrtes Grundgerüst umgibt die runden Altarblätter. Als Ornament dient reiches Fruchtgehänge mit Putten. Ein Gesims trägt das genannte Abtwappen mit gekreuzten Krummstäben und dem brennenden Herzen. Altarblätter sind links Joseph und das Jesuskind, rechts die Immaculata. Letzteres stammt wahrscheinlich aus der Hand von Oswald Onghers.

### Kanzel

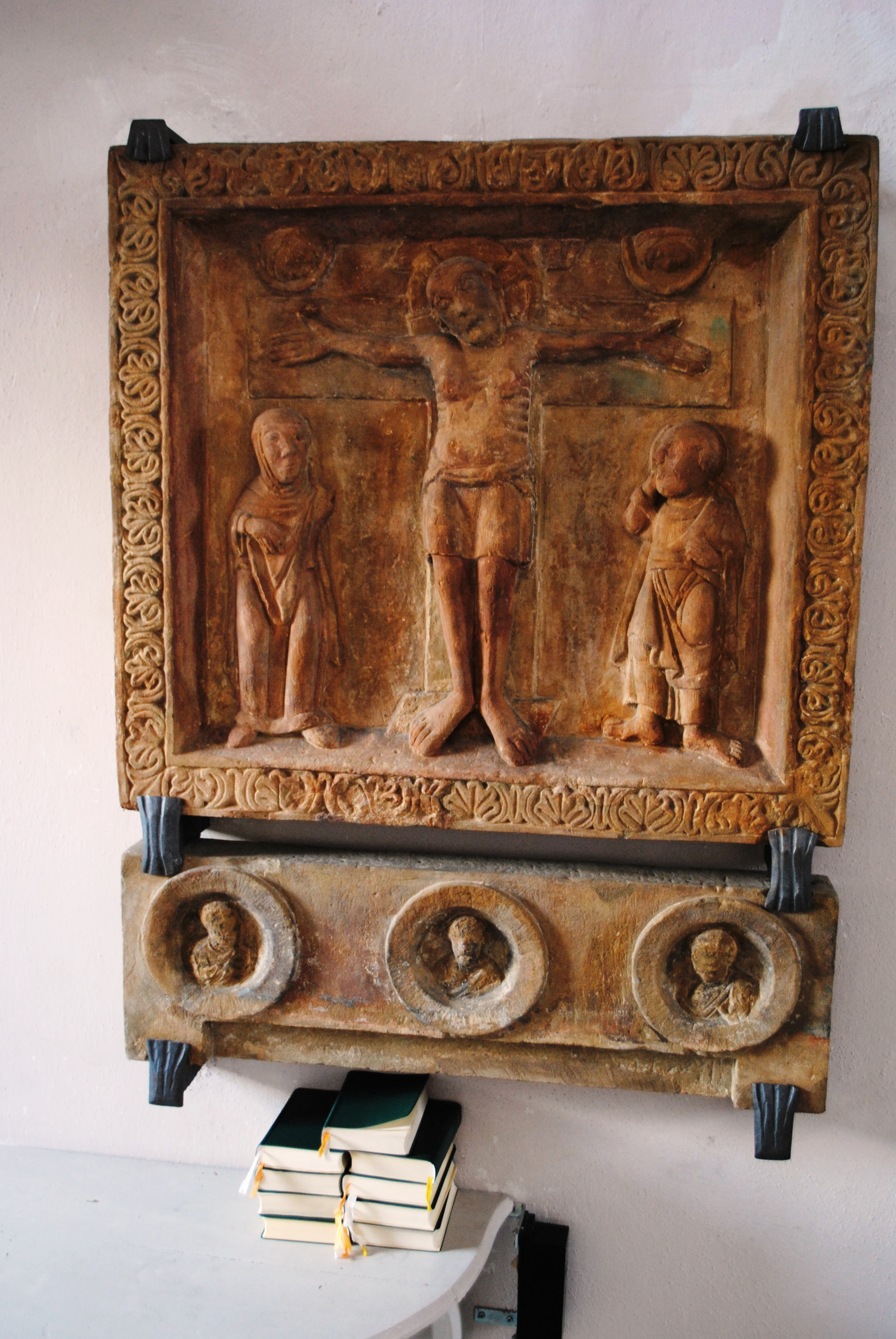
Das Kreuzigungsrelief des 11. Jahrhunderts

Die Kanzel in Dimbach befindet sich im Mittelschiff der Kirche. Sie wurde am ersten linken Strebepfeiler angebracht. Sie geht auf eine Stiftung von Holz und Geld zurück, die der Münsterschwarzacher Abt Bernhard Reyder tätigte. In die Kirche kam sie im Jahr 1714. Der Aufgang windet sich um die achteckige Säule. In Medaillons erkennt man Reliefs, die die Kirchenväter zeigen. Diese Reihe wird um den Korpus durch die Evangelisten fortgeführt. Der Korpus schließt nach oben hin durch ein Gesims ab.
Auf dem Kanzelgeländer wurde ein Kruzifix angebracht. Eine, an der Säule befestigte, marmorierte Platte mit Draperien aus vergoldeter Leinwand weist ein weiteres Relief auf. Es handelt sich um einen Heiligen mit einem Kelch. Der Schalldeckel ist ebenfalls von Draperien umrandet, ein Gesims bildet den Abschluss des Kanzeldeckels. Darüber erheben sich lediglich noch geschweifte Ranken, die eine Figur Marias tragen.

### Kreuzigungsrelief
Frühestes Ausstattungsobjekt der Kirche ist das sogenannte Kreuzigungsrelief. Es befindet sich unterhalb der Orgelempore im Westen des Gotteshauses. Früher befand sich das Relief außerhalb der Kirche, an der nördlichen Langhauswand, wurde aber im 20. Jahrhundert ins Innere verbracht. Hier war das Stück zunächst an der Südwand angebracht. Eine erste Renovierung erfolgte dann im Jahr 1964, bevor das Sandsteinrelief während der Renovierung in den 1970er Jahren erneut restauriert wurde.
Zeitlich kann das Kreuzigungsrelief auf das 11. Jahrhundert, wohl auf die Jahre um 1070, datiert werden. Es stellt damit eine der ältesten, fränkischen Steinplastiken überhaupt dar. Nachdem das Kirchengebäude im 11. Jahrhundert noch nicht existierte, wurde es allerdings erst im 18. oder 19. Jahrhundert hierher geschafft. Die Reliefs wurden wohl im Kloster Münsterschwarzach geschaffen und zunächst auch dort, in der romanischen Egbertkirche, aufbewahrt. Eine genaue Zuordnung der Herkunft des Stückes ist jedoch bis heute schwierig.
Das Relief hat eine Höhe von 76 cm und misst in der Breite 83 cm. Oberhalb des eigentlichen Reliefs befindet sich eine querrechteckige Platte mit drei Brustbildern, die sich in Medaillons präsentieren. Ein stilisierter Palmettenfries umgibt das Kreuzigungsrelief. Dargestellt ist eine Kreuzigungsgruppe. Das Kreuz weist breite Balken auf. Oben ist ein Schriftschild, unten ein Suppedaneum angebracht. Der Kreuznimbus ist als große Scheibe gearbeitet. Unterhalb der Querbalken finden sich die Assistenzfiguren Marias und Johannes’. Oberhalb erkennt man Medaillons von Sol und Luna.
Der Kopf des Gekreuzigten ist auf die rechte Schulter gesunken, er wahrt dennoch eine frontale Haltung. Die Beine stehen parallel, seine Hände liegen dagegen dem Balken flach auf. Ein Zingulum hält das Lendentuch. Alle Proportionen sind gedrungen. Die Arbeit kann deshalb als etwas grob eingeordnet werden. Das Kreuzigungsrelief weist Farbreste auf. So war das Obergewand der Assistenzfiguren ursprünglich Zinnoberrot gearbeitet, während das Untergewand des Johannes in Oxydgrün erstrahlte.

### Orgel und Empore

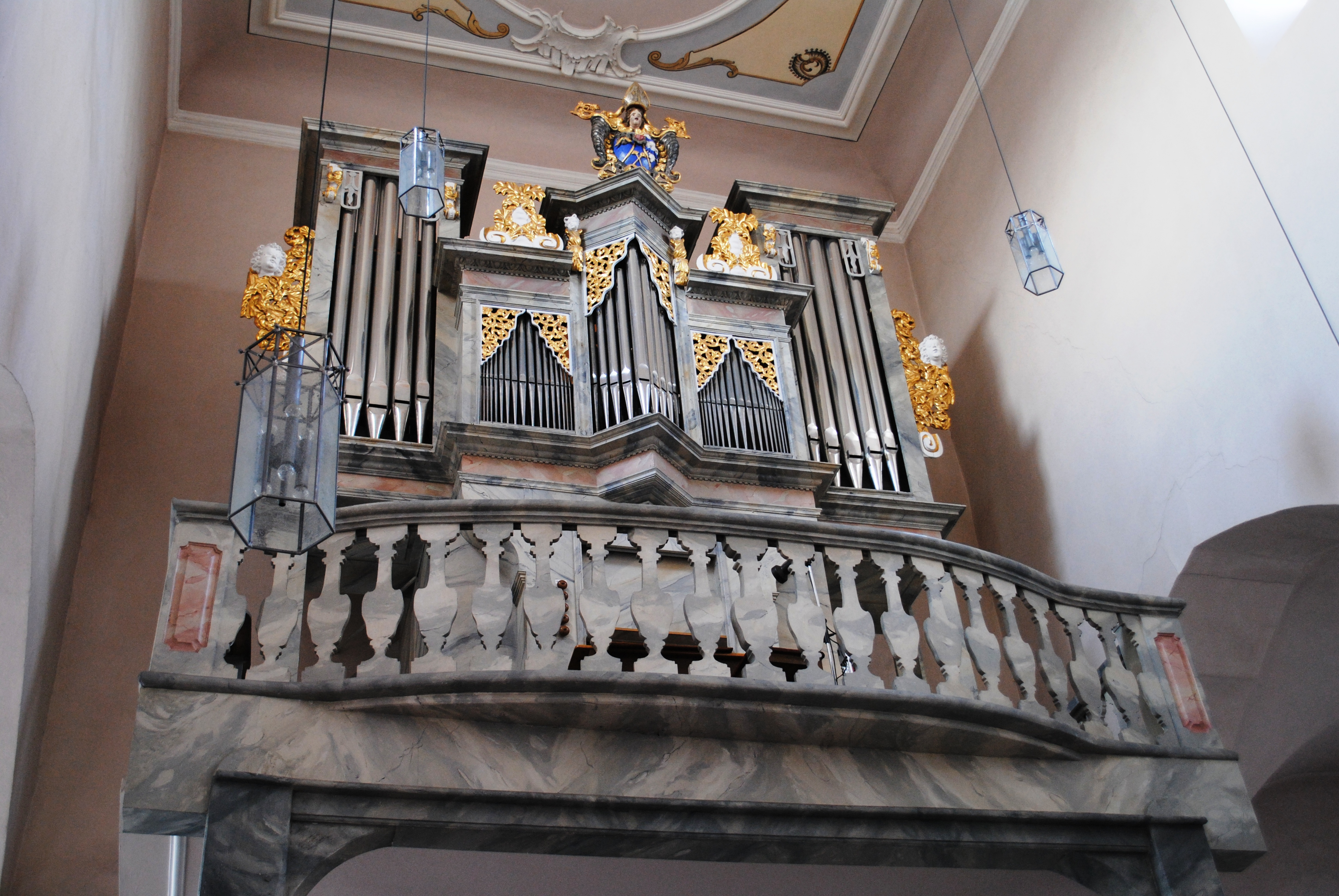
Die Orgel auf der Empore

Die Orgel der Kirche befindet sich auf einer eigens für sie angefertigten Empore im Westen der Kirche. Mathias Tretzscher aus Kulmbach schuf 1665 ein Positiv. Johann Adam Brandenstein baute 1693 ein neues Orgelwerk, das vom Konvent des Schwarzacher Klosters gestiftet wurde. Auf diese Zeit geht der Mittelteil des Prospekts zurück, der vom Wappen des Abtes Augustin Voit bekrönt wird. Im Jahr 1737 wurden die Bälge erneuert und eine Waldflöte 2′ eingebaut. 1859 erweiterte Balthasar Schlimbach die Orgel um die Seitentürme auf I/P/9. Orgelbau Hoffmann rekonstruierte das Instrument im Jahr 1980 und ergänzte ein zweites Manual. Die Orgel verfügt seitdem über 16 Register. Sechs alte Register im Hauptwerk sind ganz oder teilweise erhalten. Die Disposition lautet wir folgt:
| I Unterwerk C–c3 |           |       |
| 1.               | Principal | 8′    |
| 2.               | Octav     | 4′    |
| 3.               | Quint     | 2 ⁄3′ |
| 4.               | Schwiegel | 2′    |
| 5.               | Mixtur IV | 1 ⁄3′ |

| II Hauptwerk C–f3 |            |       |
| 6.                | Gedackt    | 8′    |
| 7.                | Salicional | 8′    |
| 8.                | Principal  | 4′    |
| 9.                | Spitzflöte | 4′    |
| 10.               | Octav      | 2′    |
| 11.               | Waldflöte  | 2′    |
| 12.               | Quint      | 2 ⁄3′ |
| 13.               | Mixtur III | 1′    |

| Pedal C–d1 |          |     |
| 14.        | Subbaß   | 16′ |
| 15.        | Octavbaß | 8′  |
| 16.        | Posaune  | 8′  |

- Koppeln: I/II, I/P, II/P

Die Empore, auf der sich die Orgel befindet, entstand mit dem Orgelneubau. Brettbaluster bilden die Brüstung. Zwei Säulen stützen die Empore ab. Im Jahr 1980 wurde sie gründlich ablaugte und ähnlich den anderen Ausstattungselementen marmoriert.

### Glocken
Das Geläut der Kirche in Dimbach besteht aus insgesamt drei Bronzeglocken. Sie entstammen allesamt der Zeit nach dem Zweiten Weltkrieg und wurden in den 1950er Jahren von der Firma Otto aus Bremen gegossen. Über die Vorgängerglocken, die wohl dem Einschmelzen während des Krieges zum Opfer fielen, schweigen die Quellen.
| Name                            | Grundton | Gussjahr | Durchmesser (in mm) | Gewicht in Kilogramm (ca.) | Inschrift |
| ------------------------------- | -------- | -------- | ------------------- | -------------------------- | --- |
| Marienglocke                    | a′       | 1954     | 929                 | 500                        | Ave Maria, bitte für uns, Königin des Friedens; Gestiftet im Marianischen Jahr 1954 von der Gemeinde Dimbach |
| Wendelinusglocke                | c′       | 1953     | 770                 | 300                        | Hl. Wendelinus, bitte für uns; Gestiftet von der Gemeinde Dimbach 1953                                       |
| Glocke zu Ehren der hl. Familie | d′       | 1954     | 695                 | 200                        | Jesus, Maria, Josef; Gestiftet 1954 von der Gemeinde Dimbach                                                 |

### Weitere Ausstattung

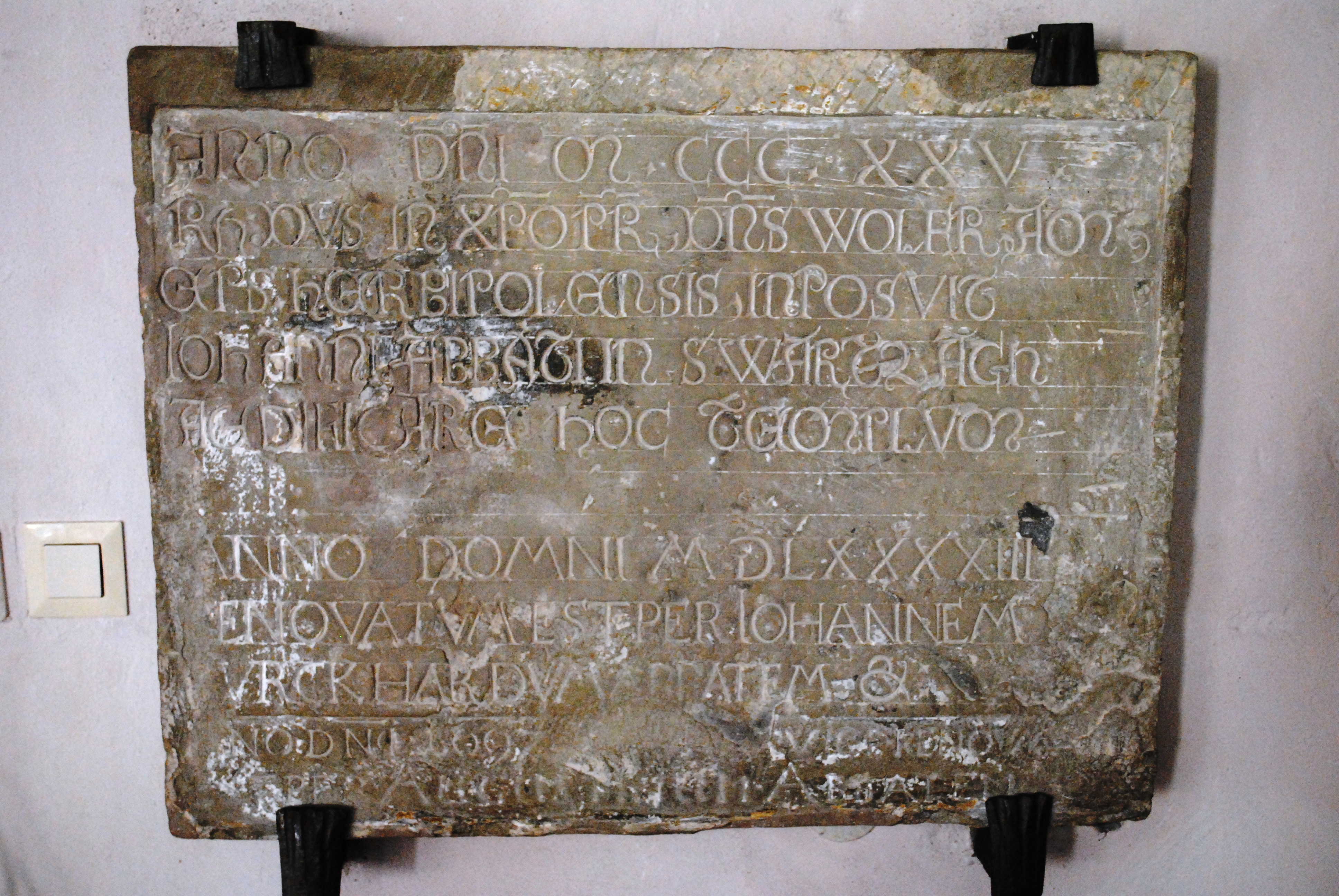
Die Steinplatte in der Turmhalle

Neben den obengenannten Ausstattungsstücken befinden sich noch weitere Kunstwerke im Langhaus der Dimbacher Kirche.
Die Decke des Gotteshauses ist bemalt und stuckiert. Fast weißer Rokokostuck umgibt drei aufgemalte Strahlenkränze, die die Monogramme Marias, Jesus und des Klosterpatrons Benedikt umgeben. Über dem Chorbogen erhebt sich ein aufgemaltes Wappen des Abtes Dominicus Otto. Aus dem Jahr 1736 stammen die beiden Beichtstühle in den Seitenschiffen. Sie sind mit korinthischen Pilastern verziert und stammen aus der Klosterschreinerei von Münsterschwarzach. Einfach Bilder eines Kreuzwegs durchziehen die Seitenschiffe. Sie wurden im 18. Jahrhundert geschaffen.
Ebenso befindet sich im Westen das 1663 von Johannes Valentin Gottfried Haimb gestiftete Bild „Christus und die Samariterin am Brunnen“. Eine Inschriftenkartusche belegt die Stiftung. Diesem gegenüber findet sich eine Tragestange mit einer barocken Maria im Rosenkranz. Sie war die Prozessionsfigur der Rosenkranzbruderschaft in Dimbach. An den Säulen des Mittelschiffs sind Figuren angebracht: Aus dem 16. Jahrhundert ein Schmerzensmann. Eine große Josephsgruppe stammt aus dem Jahr 1733.
Die Figur der Mai-Madonna wurde ebenfalls im 16. Jahrhundert, wohl in den zwanziger Jahren, geschaffen. Sie wurde während der Maiandachten auf die Kommunionsbank gestellt und kam so zu ihrem Namen. Die Madonna befand sich ursprünglich auf dem Altar und wurde eine Zeitlang stärker verehrt als die Gnadenmadonna. Erst mit dem Jahr 1776 verbrachte man sie an die letzte Säule im Norden der Kirche. Eine moderne Fassung wurde auf die Marienfigur gebracht.
Des Weiteren existiert eine Inschrift auf einer Steinplatte in der Turmhalle. Sie lautet: „ANNO DNI M CCC XXV/ RNDVS IN XPO PRO DNS WOLFRAM/ EPS HERBIPOLENSIS INPOSVIT/ IOHANNI ABBATI IN SWARTZACH/ AEDIFICARE HOC TEMPLVM“ (dt. Im Jahre des Herrn 1325 befahl der ehrwürdige Herr in Christo Wolfram, Bischof von Würzburg, dem Abt Johann von Schwarzach diesen Tempel zu bauen).

## Wallfahrt
Ein Wolfsmirakel soll die Dimbacher Wallfahrt begründet haben: Einer Dimbacherin wird ihr, von einem Wolf geraubtes Kind wiedergebracht, nachdem sie einer Marienfigur (der heutigen Gnadenmadonna) ihr Jesuskind ebenfalls entwendet hatte. Voll Dankbarkeit setzt sie Jesus zurück und vertauscht dabei den Arm, auf welchem er vorher ruhte. Diese Geschichte taucht erstmals im 13. Jahrhundert bei Caesarius von Heisterbach auf.
Johannes Trithemius verlegte, im Jahr 1511, das Werden der Wallfahrt sogar ins Jahr 1020 zurück. Im Jahr 1684 beschrieb Pater Leopold Wolgemuth eine andere Begebenheit, die zur Wallfahrt nach Dimbach den Anstoß gegeben haben soll: 1312/1313 soll Bischof Andreas von Würzburg barfuß nach Dimbach gepilgert sein und damit eine drohende Hungersnot abgewendet haben. Zuvor hatte sich bereits eine Rosenkranzbruderschaft gegründet, die die Wallfahrt nach Dimbach fördern sollte und sich auf die Überlieferung von Trithemius berief.
Trotz dieser jahrhundertealten Vorgeschichte ist eine echte Dimbacher Wallfahrt erst im frühen 18. Jahrhundert überliefert. Sie war aber nicht stark frequentiert, sondern bezog sich lediglich auf andere Münsterschwarzacher Klosterdörfer aus der Umgebung. Erst mit den vierziger Jahren des 18. Jahrhunderts nahm das Pilgern nach Dimbach dann zu. Ab diesem Jahrzehnt kann man von einer wirklichen Wallfahrt sprechen, die aber dennoch regional begrenzt war. Mit der Aufklärung nahm diese aber ab den neunziger Jahren des 18. Jahrhunderts auch bereits wieder ab.

## Seelsorger in Dimbach (Auswahl)
Da die Marienkirche in Dimbach niemals zu einer Pfarrkirche aufgewertet wurde, versahen im Laufe des 20. Jahrhunderts viele unterschiedliche Seelsorger die Filiale. Ab 1950 wurde die Gemeinde aus Stadtschwarzach ausgepfarrt und kam als Filiale nach Reupelsdorf. Ab 1962 erhielt Dimbach Seelsorger aus Münsterschwarzach, ab 1972 kam das Dorf wieder an Reupelsdorf. Zumeist taten Patres der Abtei Münsterschwarzach hier Dienst.
| Name              | Amtszeit  | Anmerkungen                        |
| ----------------- | --------- | ---------------------------------- |
| Marzellinus       | 1914–1915 | OSB                                |
| Victorin Zeileis  | 1915–1922 | OSB                                |
| Patrick Mühlbauer | 1922–1923 | OSB                                |
| Gabriel Schwärzle | 1923–1925 | OSB                                |
| Adalbero Haas     | 1925–1930 | OSB                                |
| Maurus Galm       | 1930–1935 | OSB                                |
| Theophil Lamm     | 1935–1936 | OSB                                |
| Totnan Schömig    | 1936–1940 | OSB                                |
| Marold Maier      | 1940–1944 | OSB                                |
| Vinzenz Statzner  | 1944–1947 | OSB                                |
| Gabriel Vogt      | 1947–1949 | OSB                                |
| Willibald Heuler  | 1949–1950 | OSB                                |
| Kilian Kraus      | 1950–1951 | OSB                                |
| Anton Rauch       | 1951–1959 | Pfarrer St. Sebastian, Reupelsdorf |
| Sebald Georg      | 1959–1961 | Pfarrer St. Sebastian, Reupelsdorf |
| Raimund Ackermann | 1961–1963 | OSB                                |
| Eberhard Hofbauer | 1963–1967 | OSB                                |
| Rupert Wunder     | 1967–1968 | OSB                                |
| Kasimir Birk      | 1968–1971 | OSB                                |
| Marcus Günther    | 1972–?    | OSB                                |